# Il nome della rosa (film)
Il nome della rosa (The Name of the Rose) è un film del 1986 diretto da Jean-Jacques Annaud.
Scritto da Andrew Birkin, Gérard Brach, Howard Franklin e Alain Godard, è liberamente tratto dall'omonimo romanzo di Umberto Eco del 1980.

## Trama
Tramite flash-back, l'anziano frate francescano Adso da Melk racconta di quando, ancora semplice novizio, trascorse alcuni giorni in un'abbazia «di cui è pietoso e saggio tacere anche il nome», assieme al suo mentore, il dotto frate inglese Guglielmo da Baskerville, e in tale periodo assistette a una singolare vicenda. 
Nel 1327 l'abbazia è sconvolta da alcuni terribili omicidi, verificatisi in un momento molto delicato: nel monastero, dovrà svolgersi un'importante disputa sulle tesi dell'Ordine francescano. Guglielmo viene chiamato a partecipare, e giunge sul posto insieme ad Adso. L'abate, conoscendo il passato da inquisitore di Guglielmo, lo incarica di indagare sul delicato caso delle morti avvenute dentro il monastero, poiché molti sono convinti che siano state causate dalla mano del maligno, giustificando tale tesi con il fatto che le vittime avevano le dita e la lingua di un intenso colore nero. Guglielmo non è però convinto da questa versione e ritiene che la colpa sia, in realtà, di una persona che si trova all'interno dell'abbazia.
I due frati si ritrovano in un ambiente ostile, visti con sospetto da molti monaci. Il giovane Adso incontra brevemente una ragazza che abita in un povero villaggio ai piedi del monastero, dove gli abitanti vivono nella fame e nella miseria, costretti a rifornire di cibo l'abbazia in cambio della promessa della salvezza eterna. Le indagini iniziano subito, a partire dalla morte di un giovane monaco, il miniatore Adelmo, il cui cadavere viene ritrovato ai piedi delle alte mura dell'abbazia dopo una tempesta. Guglielmo afferma fin da subito che si potrebbe trattare di un suicidio. Durante le loro indagini i due fanno la conoscenza di due frati: l'anziano Jorge da Burgos, cieco e ostile a tutto ciò che è allegro, e il deforme Salvatore, un monaco che parla una lingua mista tra il volgare e il latino (con parole francesi, inglesi e spagnole), che si rivela aver fatto parte dei dolciniani, una setta eretica rispetto alla Chiesa cattolica.
Le misteriose morti continuano e questa volta a perire è Venanzio, il traduttore dal greco dello scriptorium, il cui cadavere viene trovato immerso in un recipiente contenente sangue animale. Guglielmo crede che le due morti siano collegate tra loro e scopre che la vittima, che presenta le dita e la lingua nere, aveva un rapporto di amicizia con Adelmo. Una notte, Adso ritrova la ragazza del villaggio mentre si nasconde dal cellario Remigio, il quale le fornisce del cibo in cambio di favori sessuali. La ragazza si concede al novizio e i due hanno un'appassionata relazione carnale; al termine di ciò, Adso rimane turbato, vista la sua posizione di religioso, ma viene consolato dal proprio maestro, il quale gli dice che certamente la cosa non dovrà ripetersi, ma che allo stesso tempo non deve vergognarsene, in quanto quello che ha provato non è nient'altro che un sentimento umano e naturale.
La vittima successiva è Berengario, l'aiuto bibliotecario, un monaco in sovrappeso e di chiare tendenze omosessuali, che viene ritrovato annegato nella sua vasca da bagno, anch'egli con le dita e la lingua nere. Guglielmo ritrova una nota sullo scrittoio al quale Berengario si trovava durante la notte precedente e vi legge il numero di un libro, quindi capisce cosa è successo: Berengario aveva approfittato della passione per i libri del giovane Adelmo per consegnargli un volume, un libro proibito che lui desiderava leggere da molto tempo, in cambio di rapporti illeciti. Adelmo aveva acconsentito, ma poi, preso dalla vergogna e dal senso di colpa, aveva vagato per l'abbazia e aveva incontrato il traduttore dal greco, al quale aveva consegnato la nota, per poi gettarsi dalle mura dell'abbazia. Venanzio, volendo vedere il libro che era stato causa della morte di Adelmo, lo aveva recuperato e aveva iniziato a leggerlo durante la notte ma, improvvisamente, aveva avuto un malore fatale e il suo cadavere era stato ritrovato da Berengario che, per paura di essere incolpato, aveva gettato il cadavere nella cisterna, dove era stato ritrovato.
Il libro era rimasto sullo scrittoio del traduttore e lì era stato letto anche da Berengario, ma i malori avevano cominciato a manifestarsi anche in lui; dopo aver riportato il libro al suo posto per paura di essere scoperto, aveva fatto un bagno con delle foglie di cedro per alleviare il dolore, ma era stato inutile ed era morto annegato. Guglielmo, dunque, si convince che la causa delle morti sia un libro che uccide o per il quale qualcuno è disposto a uccidere e che le dita e la lingua nere siano state causate da un avvelenamento. L'abate, tuttavia, non dà ascolto alle parole di Guglielmo e rivela di aver richiamato l'inquisitore Bernardo Gui a indagare. Guglielmo e Adso trovano un passaggio segreto per la biblioteca, accessibile solo ai bibliotecari e all'abate e rimangono quasi imprigionati nel complesso di stanze: la struttura, una delle biblioteche più grandi di tutta la cattolicità; è progettata come un intricato labirinto per mantenere nascosti libri e scritture di avanzate conoscenze pagane ed anticattoliche, che difficilmente si concilierebbero con i dettami della chiesa romana. I due trovano una via d'uscita solo grazie ad Adso che, per non perdersi, aveva ingegnosamente legato un filo della sua veste a un tavolo della stanza.
Dopo l'arrivo di Bernardo, la situazione in abbazia precipita: la ragazza del villaggio viene ritrovata durante la notte, insieme a Salvatore, nel fienile, con un galletto nero morto (che la ragazza aveva preso per fame) e un gatto nero, e i due vengono arrestati con l'accusa di aver praticato riti satanici, in quanto il fienile prende fuoco e Bernardo ritiene che la fanciulla sia il maligno. Salvatore viene torturato e interrogato e confessa il suo passato di dolciniano, facendo anche il nome del cellario Remigio. Nel mentre viene ucciso un altro frate, l'erborista Severino, e la colpa ricade su Remigio, che viene arrestato e accusato delle morti avvenute nel monastero.
Durante il processo contro la ragazza, Remigio e Salvatore, che culmina con la sentenza che li condanna a morte sul rogo, Guglielmo dà la sua approvazione a eseguire il verdetto emesso da Bernardo, ma afferma anche che ciò non fermerà le morti nell'abbazia. L'inquisitore quindi lo accusa di aver tentato di difendere la ragazza e i due eretici e gli dice che, l'indomani, si recherà ad Avignone insieme a lui per rispondere di eresia di fronte al papa. Adso, disperato per la sorte della fanciulla che ama, è risentito verso Guglielmo, che sembra interessarsi più ai libri che alle sorti della giovane.
Il giorno dopo, durante la messa, un altro frate, il bibliotecario Malachia, che è solito accompagnare il "venerabile Jorge", si sente male e muore, mostrando anch'egli le dita e la lingua nere. Bernardo, avendo assistito alla scena, ritiene che l'assassino sia Guglielmo, basandosi sulla predizione da lui fatta durante il processo, e ordina alle sue guardie di catturarlo, ma il monaco riesce a fuggire di soppiatto insieme ad Adso e i due si recano nella biblioteca. Nel frattempo la ragazza, Salvatore e Remigio vengono messi sulla pira, in attesa di essere bruciati. Guglielmo e Adso giungono all'entrata della biblioteca attraverso una porta camuffata come uno specchio e vi trovano Jorge, al quale Guglielmo chiede di poter leggere il secondo libro della Poetica di Aristotele, che tratta della commedia, di cui nella biblioteca si trova l'unica copia esistente in tutto il mondo. Jorge acconsente e Guglielmo, nello sfogliare il volume, indossa un guanto, poiché ha capito che le pagine del libro sono avvelenate. Il mistero è così chiarito: il colpevole delle morti è Jorge, che ha avvelenato il libro in modo tale che chiunque lo toccasse per leggerlo rimanesse ucciso assumendo il veleno nell'atto di leccarsi l'indice per sfogliare le pagine. Jorge, capendo di essere stato scoperto, si dà alla fuga, portando con sé il libro e venendo inseguito dai due monaci.
Guglielmo chiede a Jorge perché abbia fatto tutto questo e Jorge rivela di aver sempre avuto in odio il libro di Aristotele, in quanto il riso, in esso trattato, uccide la paura, senza la quale non può esserci fede in Dio, e che se si apprendesse dal libro che è possibile ridere di tutto, anche di Dio, il mondo precipiterebbe nel caos. Colto da fanatico fervore, Jorge ingoia le pagine del libro, suicidandosi, ma prima di morire aggredisce Adso, gettando via la lampada che portava e finendo per dare fuoco al resto dei libri proibiti nella biblioteca. Un grosso incendio inizia a divampare in biblioteca; intanto Remigio e Salvatore vengono bruciati, mentre la ragazza viene salvata dagli abitanti del villaggio, che attaccano le guardie di Bernardo, distratte dall'incendio alla biblioteca. Mentre Guglielmo tenta disperatamente di salvare quanti più libri possibile dalle fiamme, Adso, incitato dal maestro e preoccupato per la ragazza, si precipita fuori dall'abbazia. Bernardo, in fuga con la sua carrozza, muore precipitando in un dirupo e infine Guglielmo riesce a uscire incolume dall'incendio.
Il giorno seguente l'abbazia è completamente bruciata. Guglielmo e Adso lasciano le rovine del monastero ma, sulla strada, il ragazzo viene raggiunto dalla fanciulla, che lo prega di restare. Adso si rende conto che il suo maestro lo sta osservando da lontano, perché vuole che sia lui a decidere liberamente chi seguire; quindi, dopo un toccante addio, i due innamorati si lasciano per sempre. Mentre Guglielmo e Adso si allontanano, la voce fuori campo di quest'ultimo, nel terminare la narrazione, afferma di non essersi mai pentito di aver fatto quella scelta. Il suo maestro, in segno di rispetto, gli regalò i suoi occhiali e i due si lasciarono. Adso non ha più avuto notizie di Guglielmo, ma è certo che sia ormai morto, probabilmente a causa della pandemia di peste scoppiata due decenni dopo in Europa. Adso, comunque, anche una volta diventato uno stimato religioso, non si è mai dimenticato del suo unico amore terreno, del quale tuttavia non ha mai saputo il nome.

## Produzione

Sean Connery, interprete di Guglielmo da Baskerville, sul set di Cinecittà nell'ottobre 1985

Dopo cinque anni di preparazione, il film viene girato in sedici settimane fra gli studi di Cinecittà a Roma per le scene degli esterni e l'Abbazia di Eberbach in Germania per le scene degli interni. Come erroneamente si pensa, il film non fu mai girato a Castel del Monte in Puglia, ma il castello ha solo ispirato la forma della biblioteca ottagonale. Non fu neanche utilizzata Rocca Calascio in Abruzzo come abbazia, che fu ricostruita a Fiano Romano, come confermato da Umberto Eco. Le scene finali del film furono invece girate in una valle situata tra Rocca Calascio e Santo Stefano di Sessanio, nell'Aquilano.
Il budget per le riprese, che si svolsero tra l'11 novembre 1985 e il 10 marzo 1986, fu di circa 30 miliardi di Lire.
Inizialmente il film doveva essere ambientato nella piemontese Sacra di San Michele (l'abbazia valsusina ispiratrice di Eco per il suo romanzo) ma questa scelta venne reputata troppo dispendiosa dai produttori.
Prima di Sean Connery, per il ruolo di Guglielmo vennero considerati Michael Caine, Roy Scheider, Jack Nicholson, Marlon Brando, Max von Sydow, Donald Sutherland e Robert De Niro, quest'ultimo scartato perché aveva preteso di inserire una scena dove il suo personaggio e Bernardo Gui si scontravano all'arma bianca.
Per il ruolo della ragazza venne selezionata inizialmente Mathilda May, che invece prese parte al film flop Space Vampires. La parte andò a Valentina Vargas, scelta su pressante richiesta di Christian Slater.
Salvatore Baccaro era stato scelto per il ruolo di Salvatore, ma l'improvvisa morte dell'attore, avvenuta nel 1984, fece propendere per Franco Franchi il quale però, quando scoprì che i truccatori l'avrebbero sottoposto alla tonsura dei capelli, rifiutò la parte, in seguito assegnata a un allora sconosciuto Ron Perlman.
Helmut Qualtinger, interprete di Remigio da Varagine, morì di cirrosi epatica subito dopo la fine delle riprese, a causa del peggioramento improvviso delle sue già precarie condizioni fisiche dovute all'alcolismo.

## Distribuzione
Fu distribuito in anteprima negli Stati Uniti d'America il 24 settembre 1986, mentre in Italia giunse il 17 ottobre dello stesso anno.

### Edizione italiana
L'edizione italiana, curata da Lillo Capuano e Aureliano Luppi per le società Columbia Pictures Italia e Cecchi Gori Group Distribuzione, si vantò sia di attori straneri (tra cui Sean Connery nel ruolo di Guglielmo da Baskerville e doppiato in italiano da Pino Locchi) che attori italiani, tra i quali il giovanissimo Kim Rossi Stuart nel ruolo del novizio.
Il doppiaggio italiano, diretto da Massimo Turci su dialoghi di Alberto Piferi entrambi assistiti da Giuliana Maroni, venne eseguito negli studi della Fono Roma con la partecipazione della CDC.

## Accoglienza

### Incassi
Il film ottenne scarso successo al botteghino nordamericano, dove conseguì un incasso di poco superiore ai 7 milioni di dollari, contro un budget di 17 milioni e mezzo di dollari. Recuperò ampiamente con i guadagni in Europa, che fecero salire il ricavato complessivo a 77 milioni. In Italia fu il primo film per incassi della stagione 1986-1987, con un totale di 21 miliardi di Lire, superando blockbuster come Top Gun e Platoon.
Con l'ascolto di 14.672.000 telespettatori per il suo primo passaggio televisivo, avvenuto su Rai 1 il 5 dicembre 1988, Il nome della rosa ha detenuto il primato di pellicola cinematografica più vista in televisione in Italia per 13 anni, fino al 2001, quando è stata superata da La vita è bella.

## Differenze rispetto al romanzo

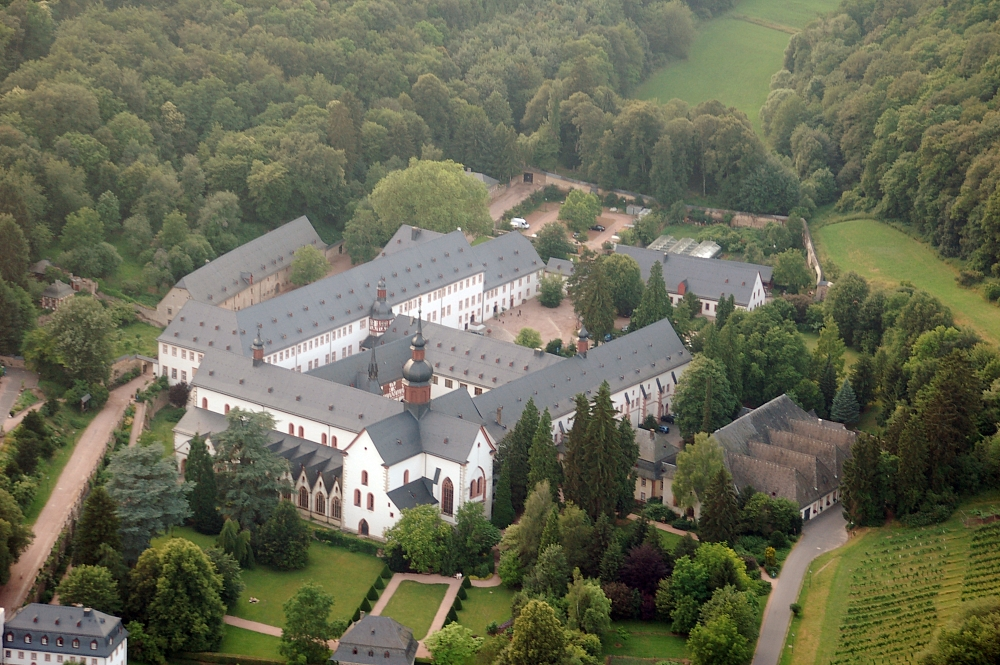
L'Abbazia di Eberbach a Eltville am Rhein in Assia (Germania), dove è stata girata parte del film

Il film, con il consenso di Umberto Eco, è stato tratto dal suo romanzo del tutto liberamente e autonomamente, tant'è che nei titoli di testa non è stato scritto "tratto dal romanzo di Umberto Eco" ma "palinsesto del romanzo di Umberto Eco". "Annaud ha deciso", dice Eco, "di definire nei titoli di testa il suo film come un palinsesto dal Nome della rosa. Un palinsesto è un manoscritto che conteneva un testo originale e che è stato grattato per scrivervi sopra un altro testo. Si tratta dunque di due testi diversi". "Ed è bene" aggiunge Eco "che ciascuno abbia la sua vita. Annaud non va in giro a fornire chiavi di lettura del mio libro e credo che ad Annaud spiacerebbe se io andassi in giro a fornire chiavi di lettura del suo film".
"Posso solo dire" aggiunge Eco, "per tranquillizzare chi fosse ossessionato dal problema, che per contratto avevo diritto a vedere il film appena finito e decidere se acconsentivo a lasciare il mio nome come autore del testo ispiratore o se lo ritiravo perché giudicavo il film inaccettabile. Il mio nome è rimasto e se ne traggano le deduzioni del caso."
Ne consegue che il film presenta differenze, in alcuni casi anche rilevanti, rispetto sia alla trama sia ai dialoghi che s'intrecciano nel romanzo di Eco. La differenza principale rispetto all'originale sta nella rimozione delle discussioni teoriche, troppo complesse per poter essere riportate al cinema, specialmente le scene iniziali tra Guglielmo e l'abate e tra Guglielmo e Ubertino, ridotte a pochi frammenti. Lo stesso vale per quanto riguarda il processo a Remigio e l'ultimo decisivo scontro tra Guglielmo e Jorge.

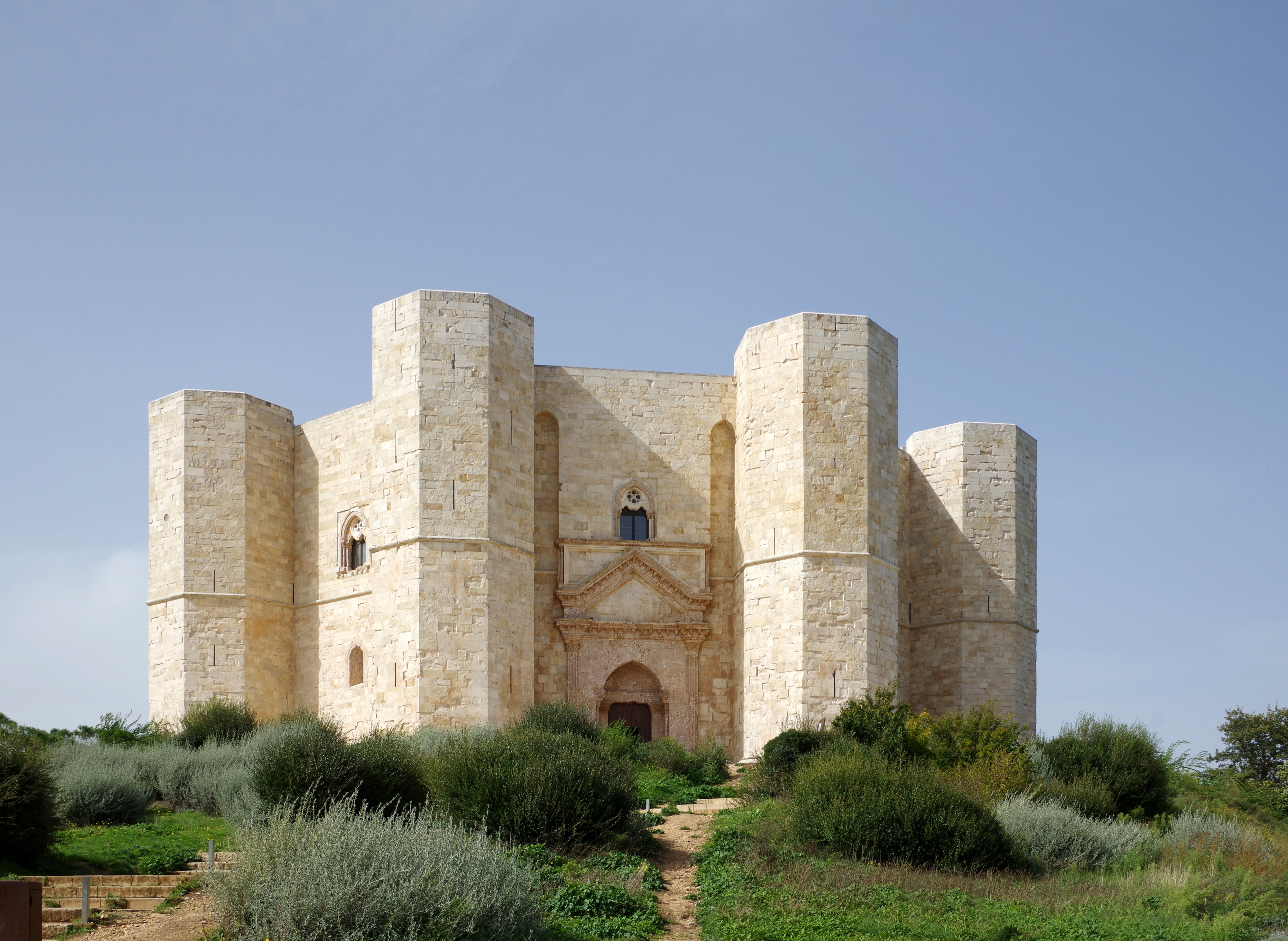
Castel del Monte in Puglia, l'edificio a cui si ispira la biblioteca a pianta ottagonale dell'abbazia

Dal film risulta dunque una visione della storia più semplice, meno inserita in un contesto culturale e volutamente complesso, dove la soluzione del giallo e le chiavi interpretative sono nascoste proprio nelle lunghe digressioni storico-filosofiche.
In modo particolare si segnalano le seguenti discrepanze:
- Nel film i colpevoli sono ben delineati e puniti come il pubblico si aspetta che sia (vedi la scena dei roghi, la rivolta dei contadini e la stessa morte di Bernardo Gui, assenti nel romanzo e, in particolare per quest'ultimo episodio, un falso storico[15]).
- Nel film manca, allo stesso modo, anche qualsiasi accenno alla sottile ammirazione nutrita da Guglielmo nei confronti di Jorge, conferendo quindi un aspetto prettamente odioso al vecchio personaggio.
- Nel film è stata aggiunta la scena finale dell'apparizione dell'amante di Adso (nel romanzo ella viene invece portata via assieme al cellario e Salvatore mentre Adso dorme, e la sua sorte è segnata). Inoltre è del tutto arbitraria l'associazione tra l'ignoto nome della ragazza e il nome della rosa, come se solo questo fosse la metafora ultima dell'intera vicenda (l'associazione è chiaramente espressa dalla voce narrante alla fine esatta del film), in quanto il titolo del romanzo da cui il film è tratto sottende ben più sottili rimandi alla filosofia medievale.
- Tra i tanti particolari non fedeli al libro, l'aiuto bibliotecario Berengario non proferisce parola, Malachia è tratteggiato molto più negativamente e l'abate confida poco nelle capacità di Guglielmo.
- Non v'è traccia, nel film, di numerosi personaggi che nel libro rivestono ruoli non del tutto secondari, tra cui Bencio da Uppsala, Nicola il mastro vetraio e il centenario Alinardo.
- Nel film la biblioteca è rappresentata in maniera assai più spettacolare a livello scenografico, con complesse architetture a più livelli e scale sopraelevate[16]; nel romanzo, al contrario, la biblioteca occupa solo un piano ed è costituita da semplici stanze collegate tra loro da porte. Rispettata, invece, l'atmosfera fredda e invernale del monastero, che costituisce uno dei motivi del fascino della storia.
- Il giovane Adso, che nel film è novizio francescano, nel romanzo è un novizio benedettino e inizialmente ignora del tutto i trascorsi di Guglielmo come inquisitore. Anche Ubertino da Casale nel film veste ancora il saio francescano, contrariamente al romanzo, nel quale è rappresentato come monaco benedettino a tutti gli effetti, avendo mutato ordine per sfuggire ai suoi nemici della corte papale.

## Riconoscimenti
- 1988 - Premio BAFTA
  - Miglior attore protagonista a Sean Connery
  - Miglior trucco a Hasso von Hugo
- 1987 - Premio César
  - Miglior film straniero a Jean-Jacques Annaud
- 1987 - David di Donatello
  - Migliore fotografia a Tonino Delli Colli
  - Migliori costumi a Gabriella Pescucci
  - Miglior produzione a Franco Cristaldi e Bernd Eichinger
  - Migliore scenografia a Dante Ferretti
  - David René Clair a Jean-Jacques Annaud
  - Candidatura come miglior montaggio a Jane Seitz
- 1987 - Nastro d'argento
  - Migliore fotografia a Tonino Delli Colli
  - Migliori costumi a Gabriella Pescucci
  - Migliore scenografia a Dante Ferretti
  - Candidatura come Miglior attore straniero a Sean Connery
  - Candidatura come miglior produttore a Franco Cristaldi
- 1987 - Deutscher Filmpreis
  - Lola al miglior film
  - Lola al miglior attore a Sean Connery
  - Candidatura come Lola d'oro
- 1987 - Edgar Award
  - Candidatura come miglior film a Andrew Birkin, Gérard Brach, Howard Franklin e Alain Godard
- 1987 - Bavarian Film Awards
  - Miglior produzione a Bernd Eichinger
- 1986 - Golden Screen
  - Golden Screen